# Vasiliy Golovnin (Schiff)
Die  Vasiliy Golovnin ist ein russisches eisbrechendes Kombischiff, mit dem gleichzeitig Versorgungsgüter sowie Passagiere vor allem zum Einsatz in der Arktis und Antarktis transportiert werden können. Das Schiff wurde nach dem russischen Admiral und Entdecker Wassili Michailowitsch Golownin benannt.

## Geschichte
Das Schiff wurde am 16. Juni 1986 unter der Baunummer 5004 bei der Khersonskiy Werft in Cherson in der Ukraine auf Kiel gelegt und im Dezember 1988 fertiggestellt. Es gehört zur „10620-Serie“, die nach dem ersten Schiff dieser Serie auch Vitus Bering-Klasse genannt wird.
Betrieben wird das Schiff von der Dalnevostochnoye Morskoye Parokhodstvo, „Far Eastern Shipping Company“ (FESCO), mit Heimathafen Wladiwostok.
In den Südsommern 2003/2004 bis 2005/2006 war das Schiff im Auftrag der „Antarctica Services“ im Einsatz, wobei die Jahrescharter 2,5 Millionen US-Dollar betrug. Die erste Fahrt startete die Vasiliy Golovnin am 30. Dezember 2003 zur Versorgung der Casey-, Davis-, Mawson- und Hobart-Station.

## Ladungseinrichtungen
Das Schiff verfügt über eine Heckrampe, fünf Deckskrane, Helideck und Hangar für Hubschrauber.

## Schwesterschiffe
- Vitus Bering (1986)
- Aleksey Chirikov (1987)
- Vladimir Arsenyev (1987)
- Stepan Krasheninnikov (1989)
- Ivan Papanin (1990)
- Yuvent (1992)
- Xue Long (1993)

Die letzten drei Fahrzeuge wurden nach weiterentwickelten Entwürfen gebaut.